# Bob Janse
Bob Janse (Schiedam, 5 maart 1920 – Rotterdam, 6 november 2008) was een Nederlands voetbalcoach.
Janse had tijdens zijn loopbaan de clubs Hermes DVS, 't Gooi, Emma, Excelsior, Xerxes, NAC en FC Dordrecht onder zijn hoede. Zowel Xerxes als Excelsior wist hij in twee jaar tijd van de Tweede divisie naar de Eredivisie te krijgen. Met NAC kwam hij in seizoen 1966/67 tot de finale van de KNVB beker, waarin de club verloor van Ajax. Omdat Ajax reeds landskampioen was, plaatste NAC zich hiermee voor de Europacup II 1967/68, waarin het in de tweede ronde werd uitgeschakeld door Cardiff City FC. Later dat seizoen werd Janse door NAC ontslagen.
Janse voelde zich vooral verbonden met Excelsior, de club waar hij van 1956 tot 1962, van 1968 tot 1971 en van 1975 tot 1976 in dienst was. De laatste periode was hij manager naast de op dat moment nog ongediplomeerde hoofdtrainer Thijs Libregts. Na zijn loopbaan bleef hij een trouw supporter van Excelsior. Bij de Mini-voetbalshow van de NCRV trad hij op als coach van het team Rotterdam Ahoy'. Janse had naast zijn trainerschap een sportzaak in het Rotterdamse Kralingen.